# 金桂元
金桂元（韓語：김계원、1923年8月28日—2016年12月3日），韓國軍人、外交官及政治人物，日本帝國陸軍出身的大韓民國國軍退役上將。曾任韓國陸軍參謀總長、駐中華民國大使、中央情報部（現國家情報院）部長、總統秘書室長等職。
曾被列為朴正熙遇刺案的嫌疑人而被判處無期徒刑，後經特赦出獄。

## 生平

### 早年
1923年6月28日出生於慶尚北道榮州。
後進入延禧專門學校，透過學徒出陣召入日軍、成為少尉。

### 從軍
1946年、自美軍政廳開設的軍事英語學校畢業、任少尉。
1948年、陸軍野戰砲兵團長、任中校。
1949年、砲兵學校副長。
1950年3月、砲兵學校代理校長、任上校。
1951年、陸軍砲兵司令。
1954年、第27步兵師師長。
1956年、情報局長。
1958年、後勤總監。
1959年、情報參謀副長、任少將。
1960年5月、陸軍大學總長。10月、第3管區司令。
1961年、第5軍軍長。5月、忠清南北道戒嚴事務所長。
1962年、第6軍軍長、任中將。
1963年6月、陸軍參謀次長。
1965年、韓國第一野戰軍司令。
1966年9月，陸軍參謀總長、任上將。

### 退役生涯
1969年9月，編入預備役。
1969年10月，轉役韓國中央情報部部長。
1971年2月，出任駐中華民國大使。擔任駐中華民國大使期間，經手了韓國駐中華民國大使館新館的選址。當時金桂元看中了松山菸廠旁有一塊面積600坪的空地，特別向台灣的菸酒公賣局承租興建新的韓國駐華大使館，並於1977年落成完工啟用，當時的地址為臺北市忠孝東路四段345號（今台北大巨蛋）。三角形的造型頗具特色，據說是象徵著韓半島的分裂。
1978年，在金載圭的推薦下，回國轉任大韓民國總統秘書室長。1979年10月26日，在首爾宫井洞的安全屋中目擊了朴正熙遇刺，被當局認定為與金載圭共謀殺害朴正熙，一同進行審判，最後被判處無期徒刑、並被剝奪軍銜。
1982年獲釋。

### 恢復公民權
1988年正式恢復公民權、11月29日獲韓國國防部恢復上將軍銜

## 相關影視作品
- 羅聖均（朝鲜语：나성균） -2005年（第五共和国）电视剧
- 朴止一（朝鲜语：박지일 (배우)） - 2020年（南山的部长们）电影